# Ной-Дархау
Ной-Дархау (нім. Neu Darchau) — громада в Німеччині, розташована в землі Нижня Саксонія. Входить до складу району Люхов-Данненберг. Складова частина об'єднання громад Ельбталауе.
Площа — 22,62 км2. Населення становить 1481 ос. (станом на 31 грудня 2021).

## Галерея

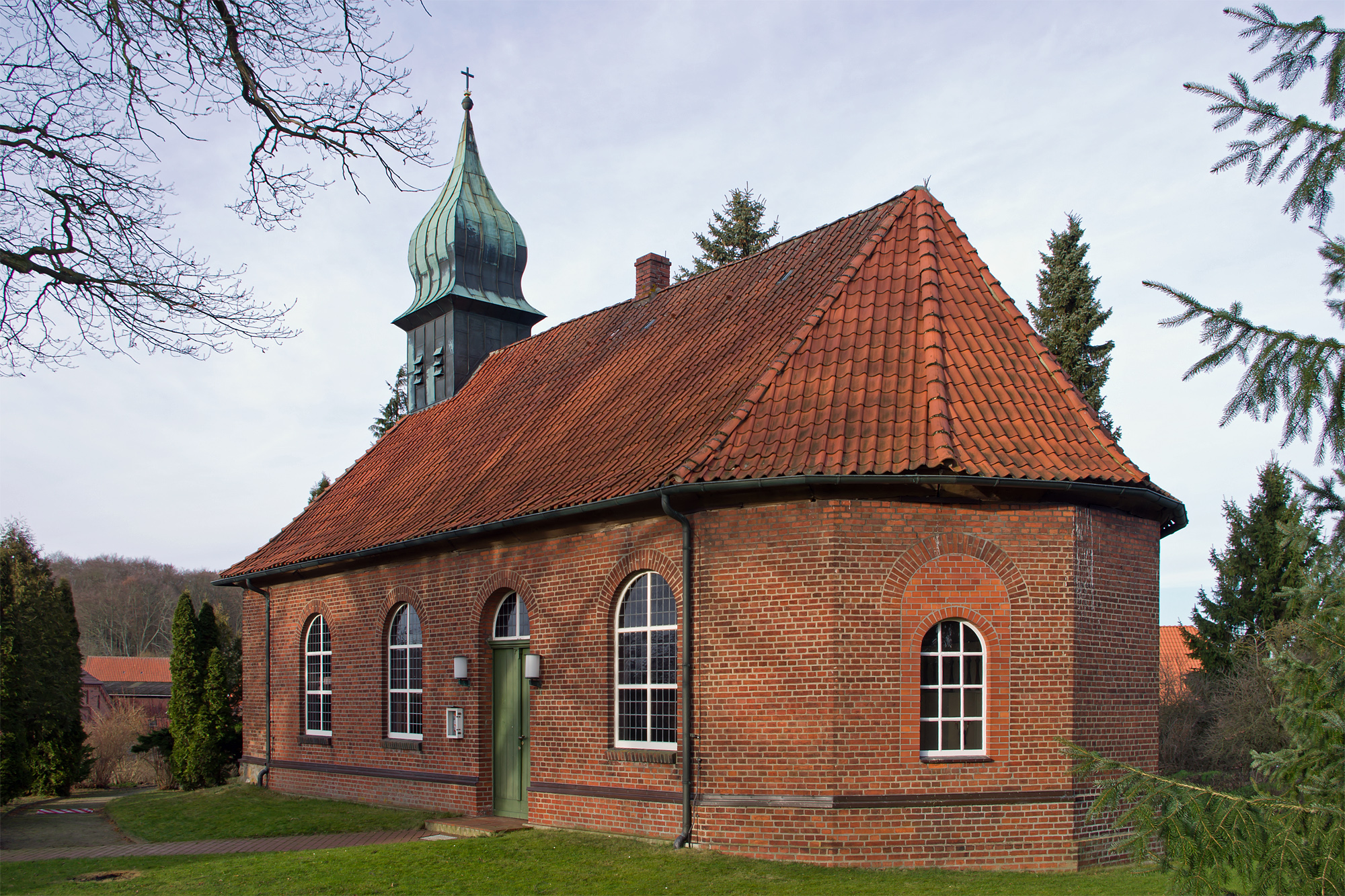
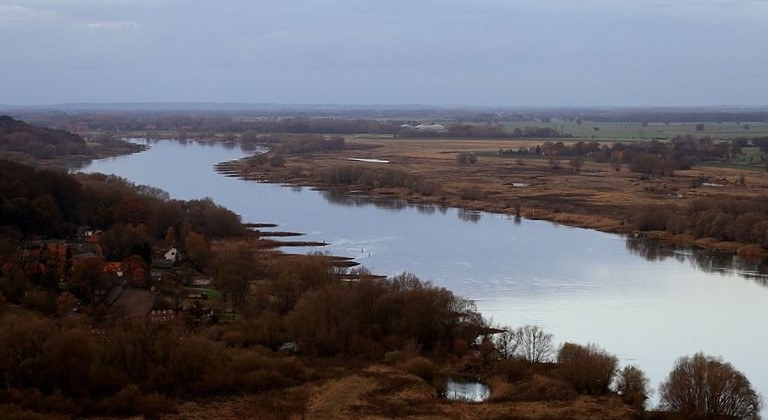
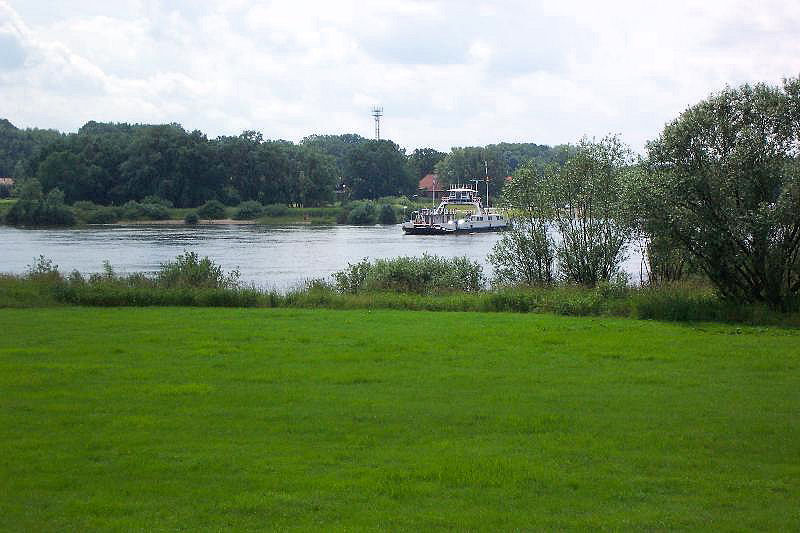
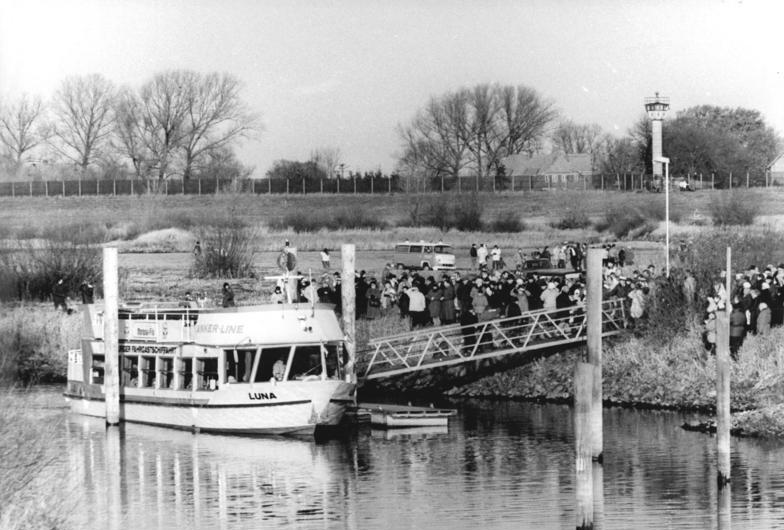